# Euproctis exigua
Euproctis exigua är en fjärilsart som beskrevs av Nietner 1861. Euproctis exigua ingår i släktet Euproctis och familjen tofsspinnare. Inga underarter finns listade i Catalogue of Life.